# ほたるまち

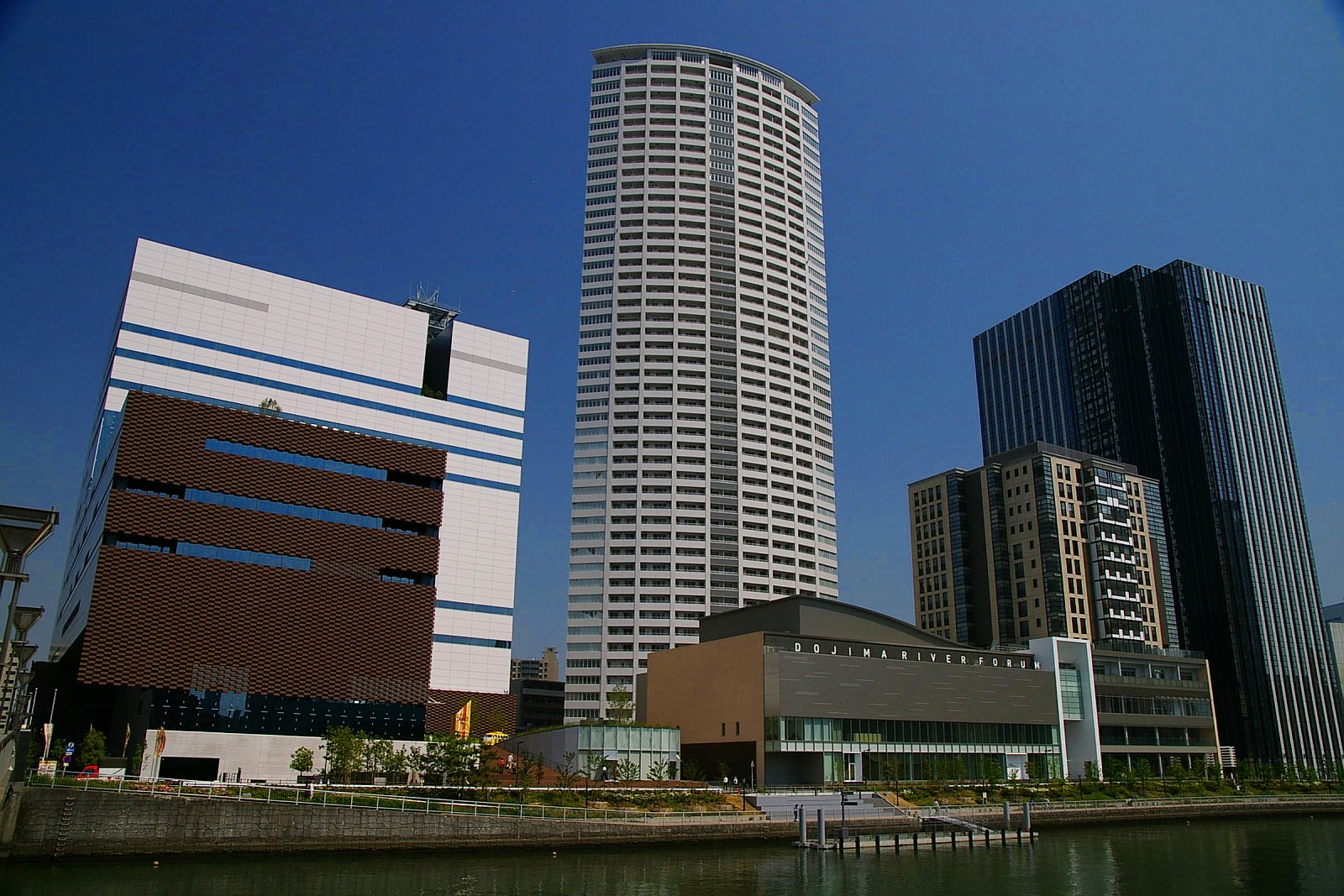
ほたるまち全景

ほたるまちの看板

ほたるまち (Hotarumachi) は、大阪府大阪市福島区福島1丁目にある複合施設である。旧：大阪大学医学部附属病院跡地の再開発計画として2008年（平成20年）5月に開業した。

## 概要

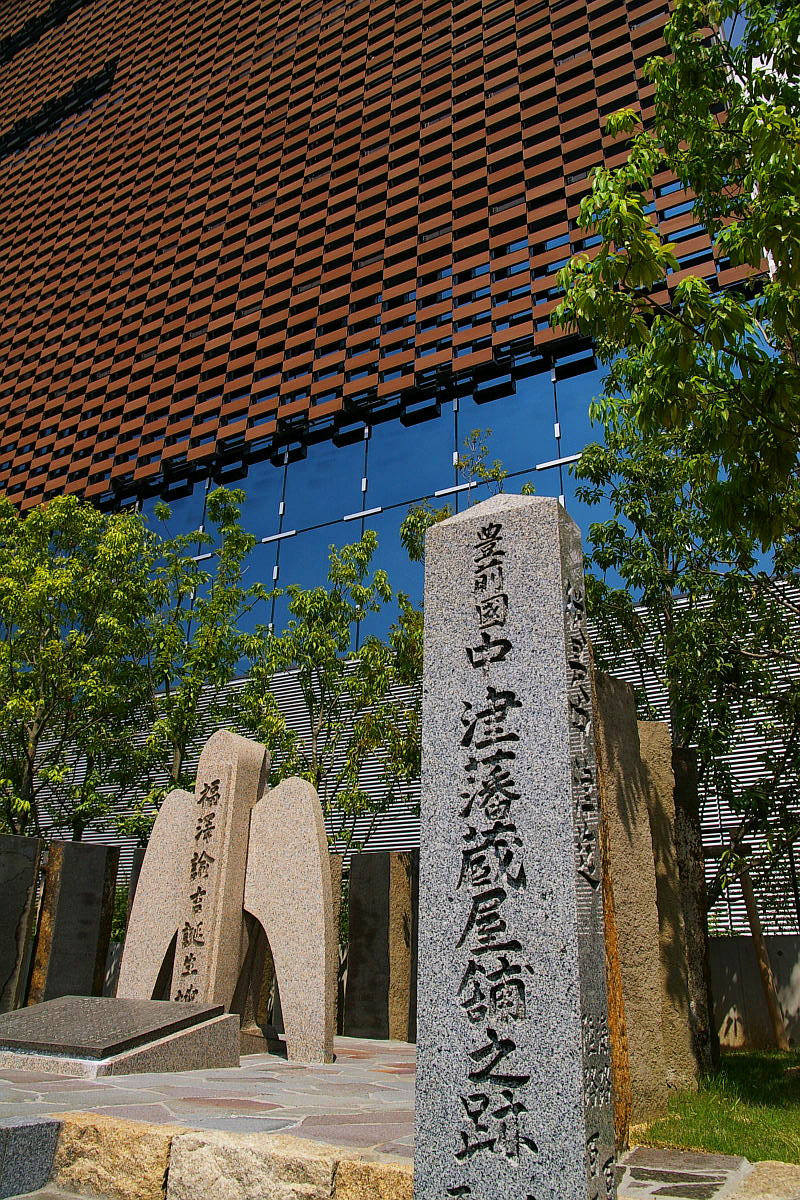
福澤諭吉生誕の地と中津藩蔵屋敷跡の記念碑（朝日放送グループホールディングス社屋前）

「水都・OSAKA α」プロジェクトの一環として開業した。現行町名は福島1丁目となっているが、旧町名は堂島浜通3丁目、すなわち、中州としての堂島に当たり、ほたるまち内の多くの施設の名称で「堂島」が使用されている。南西端は堂島川に架かる玉江橋、北西端は曽根崎川（埋立）に架かっていた浄正橋跡（上天神南交差点）となる。
放送局や多目的ホール、超高層マンション、レストラン、カフェ、スポーツジム、キャンパスなど、多様な施設から構成されており、隣接する大阪中之島合同庁舎と共に超高層ビル群を成している。ほたるまちに含まれる施設には朝日放送（テレビ・ラジオ）の本社や多目的ホールのABCホール、堂島リバーフォーラム、マンションのThe Tower Osaka、大阪芸術大学の「ほたるまちキャンパス」、ゴールドジムなどがある。
ほたるまちは、以下の大きく分けて3つの機能を備えた都市として開発された。
- 「文化・情報」の機能として、朝日放送（テレビ・ラジオ）本社および多目的ホールである堂島リバーフォーラム（1,200席）、ABCホール（258席）が整備された。
- 「にぎわい」の機能として商業施設（堂島クロスウォーク）が建設された。この中にはスーパー、レストラン、カフェ、スポーツジムなどが入居している。
- 「居住」の機能として、50階建ての超高層マンションThe Tower Osakaと市内では超高級賃貸マンションとなるリバーレジデンス堂島が建設された。

リバーレジデンス堂島の3階にはかつて慶應義塾大学の「慶應大阪リバーサイドキャンパス」があったが（現在は北区のグランフロント大阪内に移転している）、この地が同大学の創設者福澤諭吉の生誕地、中津藩蔵屋敷跡であることに加えて福澤は大坂にあった緒方洪庵の適塾で学んでいたという縁によるものである。なお、福澤諭吉生誕の記念碑は街開きの際に朝日放送社屋前に移築されている。

## 沿革
ほたるまちの街区は、江戸時代には中津藩などの蔵屋敷で占められていた。東側のNTTテレパーク堂島にも江戸時代には大村藩や丸岡藩などの蔵屋敷があったが、1871年の廃藩置県以降に破却された。これら田蓑橋北詰一帯の蔵屋敷跡地は大阪駅の建設予定地となったが、結局大阪駅は堂島ではなく梅田に建設された。
ほたるまちの街区にはその後、1883年から1902年まで現在の大阪府立北野高等学校、1902年から1910年まで現在の大阪府立大手前高等学校、1924年から1993年まで現在の大阪大学医学部附属病院が所在した。
1993年に大阪大学医学部附属病院が吹田市に移転した後、大阪市の諮問機関（大阪大学病院跡地利用懇談会）の提言の下、UR都市機構のコーディネートの下行われた事業コンペで計画が決定した。水都・OSAKAαプロジェクト推進協議会（UR都市機構、朝日放送（株）、（株）ビープラネッツ＜ビーインググループ＞、オリックス不動産（株）、三菱地所（株）、住友商事（株）、関電不動産（株）、京阪電鉄不動産（株））によって再開発が行われた。その後、2008年5月2日に街開きが行われた。

## テナント

### 朝日放送グループホールディングス本社

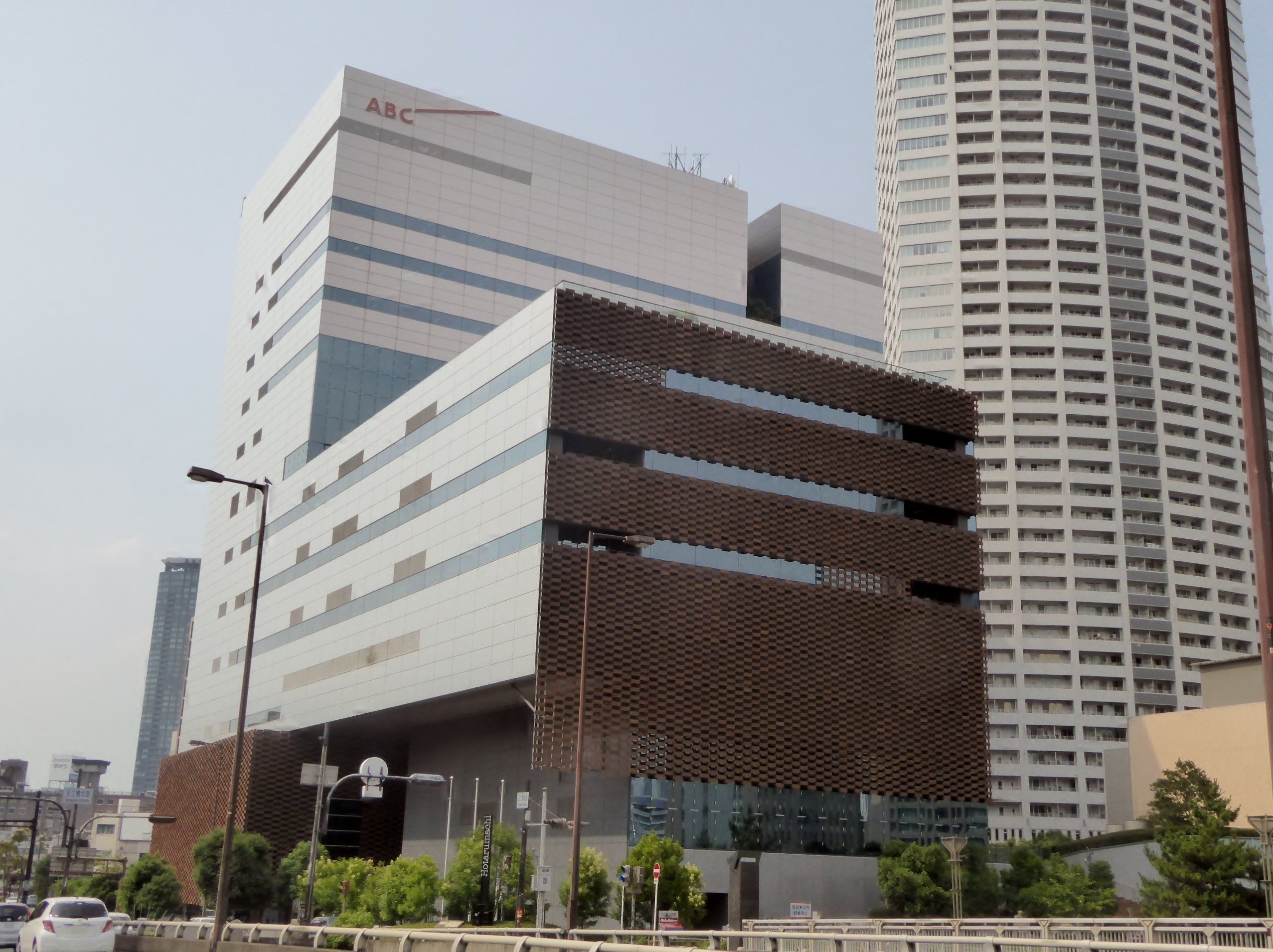
朝日放送グループホールディングス本社ビル

- 朝日放送グループホールディングス (ABC) 本社
  - 朝日放送テレビ・朝日放送ラジオ 本社スタジオ
  - ABCホール
- リバーテラス
  - カフェ＆バー リバーサイドテラス

### 堂島クロスウォーク
- 堂島クロスウォーク（商業棟）

B1F
[マイアミガーデン（ピザ・パスタ）
1F
グロリアジーンズコーヒー（カフェ）
セガミ薬局（薬局）
フェイフ ドルフィンズ（ベルギービール ダイニング）
ねぎ焼き やまもと（お好み焼）
2F
はぴeライフキューブ（オール電化ショールーム）
3F
ゴールドジム（フィットネスクラブ）
4F
中之島ひばり保育園（保育園）
伝統芸能教室（文化教室）
水都メディカルクリニック（内科・糖尿病内科・消化器内科・アンチエイジング）
大阪中之島デンタルクリニック
伊東くりにっく（整形外科）
大阪ブレストクリニック（乳腺外科・甲状腺外科）
くらます耳鼻咽喉科クリニック - 星野耳鼻咽喉科中之島分院（閉院）を継承。
- 駐車場・駐輪場（来客用）

堂島クロスウォーク 商業棟B1F（北側）に入口

### 堂島リバーフォーラム

堂島リバーフォーラム

- 堂島リバーフォーラム

1F
ホール エントランス
2F
堂島リバーフォーラム CAFE（カフェ）

### リバーレジデンス堂島
- リバーレジデンス堂島

1F
セブンイレブン（コンビニエンスストア）
3F
大阪芸術大学 ほたるまちキャンパス（2013年に移転している）

### The Tower Osaka

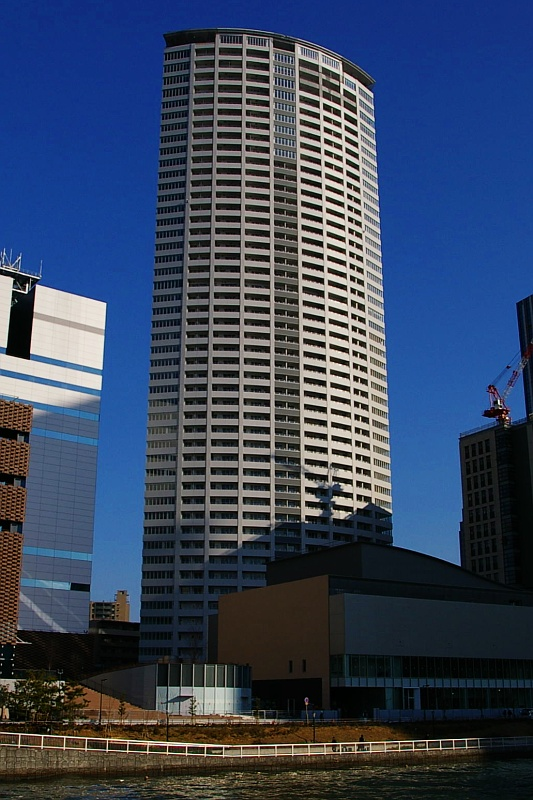
The Tower Osaka

- The Tower Osaka

B1F
住宅エントランス
ブリガンティア（花屋）
1F
Mamezo&Cafe 豆蔵カフェ
WINE WARE HOUSE OSAKA-DOJIMA（ワインバー）
プラチナキッチン OSAKA（和食）
笹次（和食）
RESTAURANT ONE WORLD（中国料理）
いなせ（寿司）
土山人 大阪（蕎麦）
エルポニエンテ（スペイン料理）
低層階 (4F-7F)
賃貸マンション
高層階 (8F-)
分譲マンション

### その他の施設
- 大阪中之島合同庁舎（ほたるまちに隣接して、街区として一体となっている）

- 福島港（ほたるまち港）（定期航路なし）

## 近隣公共施設
- 国立国際美術館（中之島4丁目）
- 大阪市立科学館（中之島4丁目）
- 大阪中之島美術館（中之島4丁目）
- キャンパス・イノベーションセンター（中之島4丁目）大阪大学中之島センターなどが入居
- 大阪国際会議場（中之島5丁目）
- NTTテレパーク堂島（堂島3丁目）

## ギャラリー
- 街並み

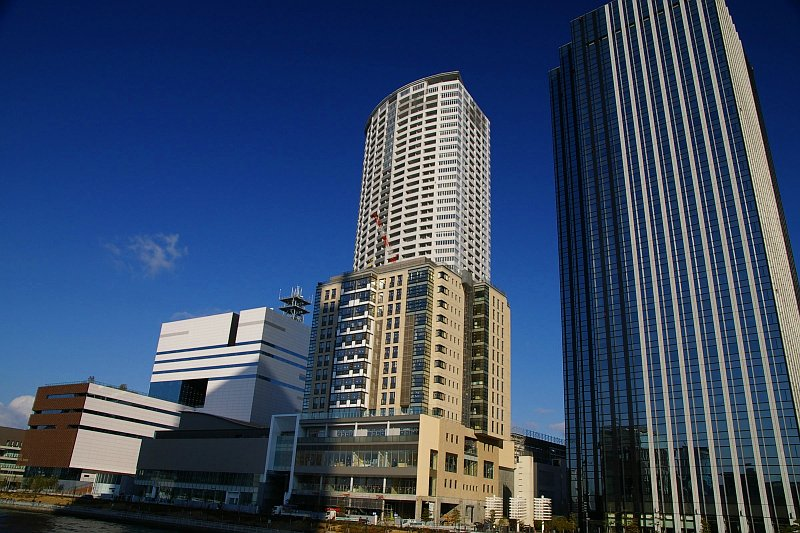
全景
The Tower Osakaと合同庁舎
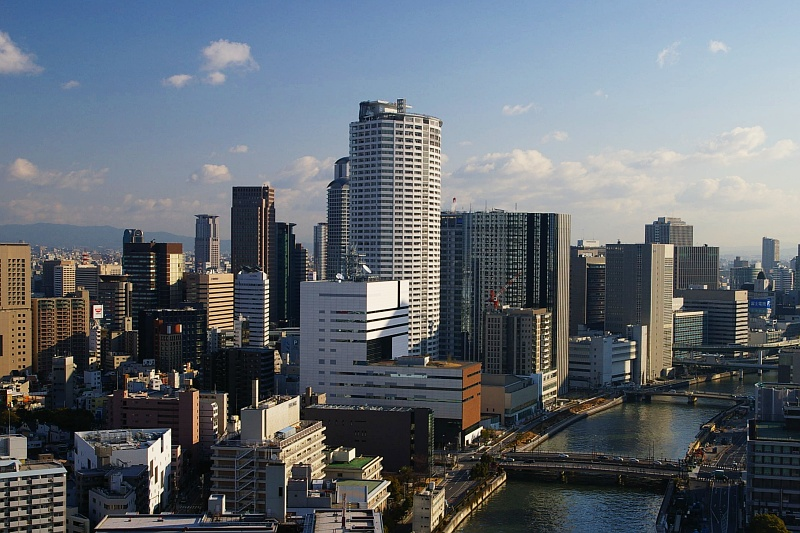
西側上空より

- 建設工事

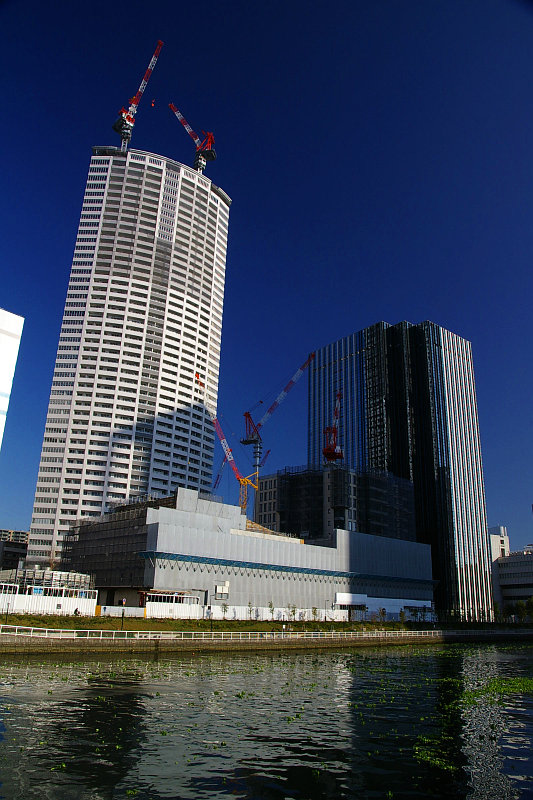
開発工事現場 2007/10
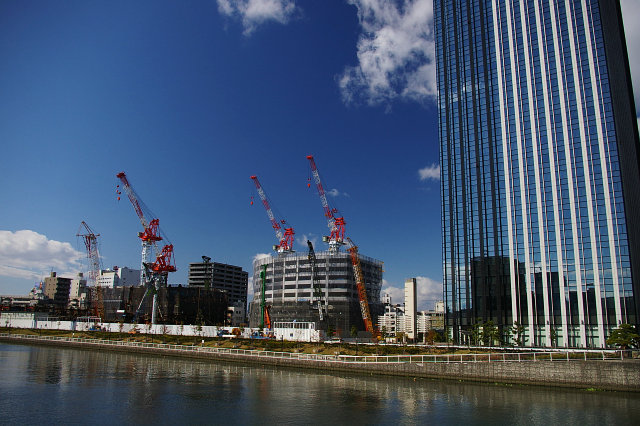
開発工事現場 2006/10
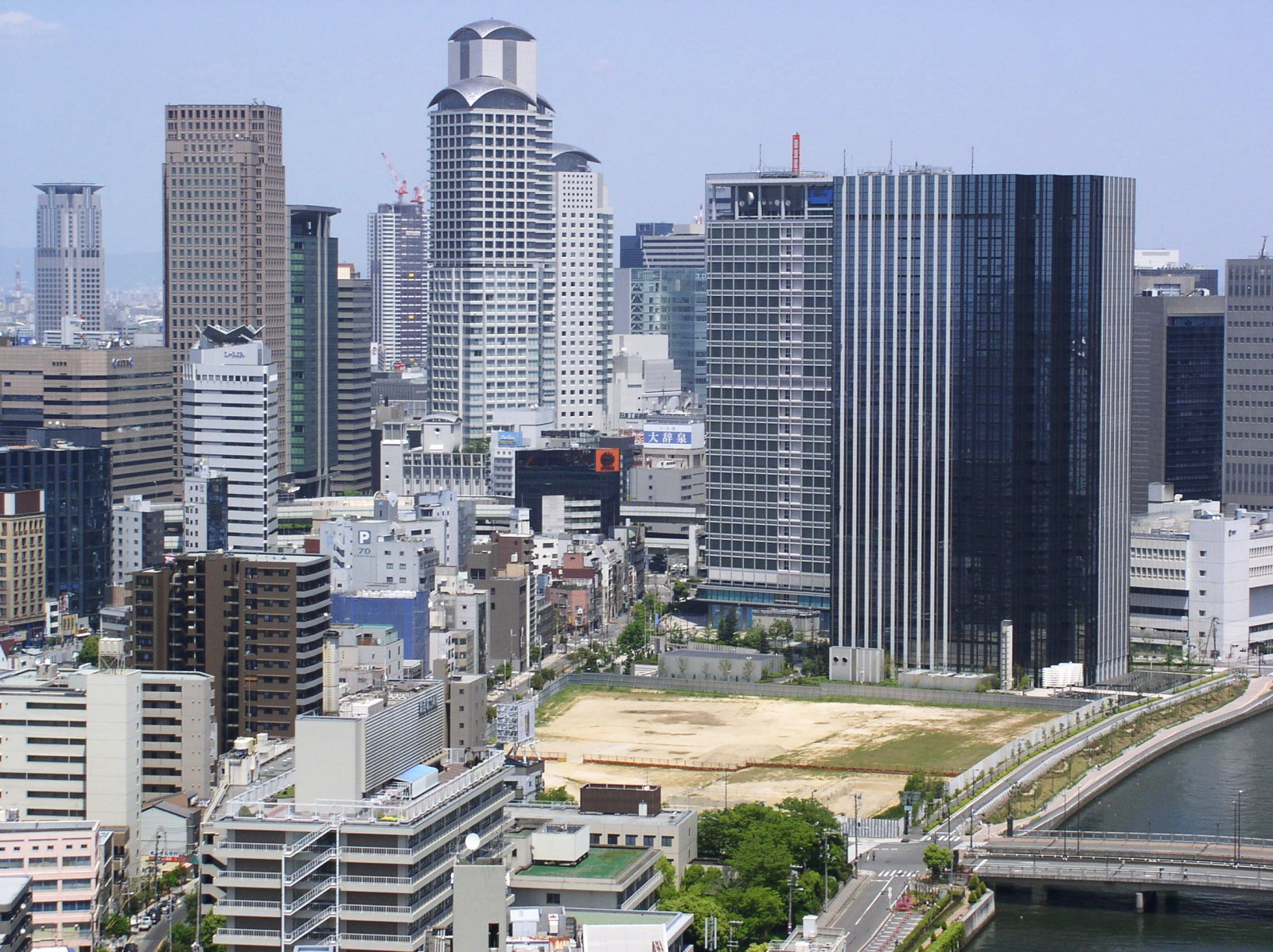
開発工事前 2005/05

- 名所旧跡

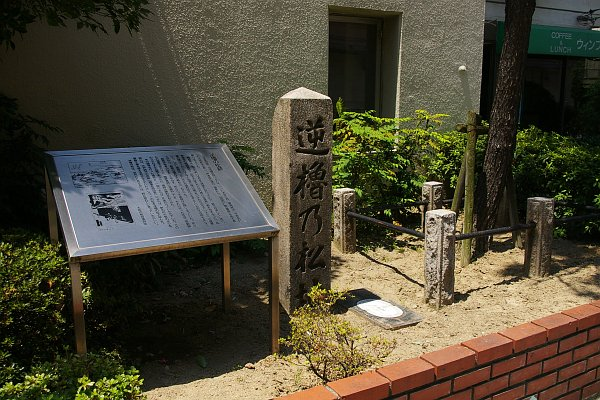
逆櫓の松 浄正橋交差点西側
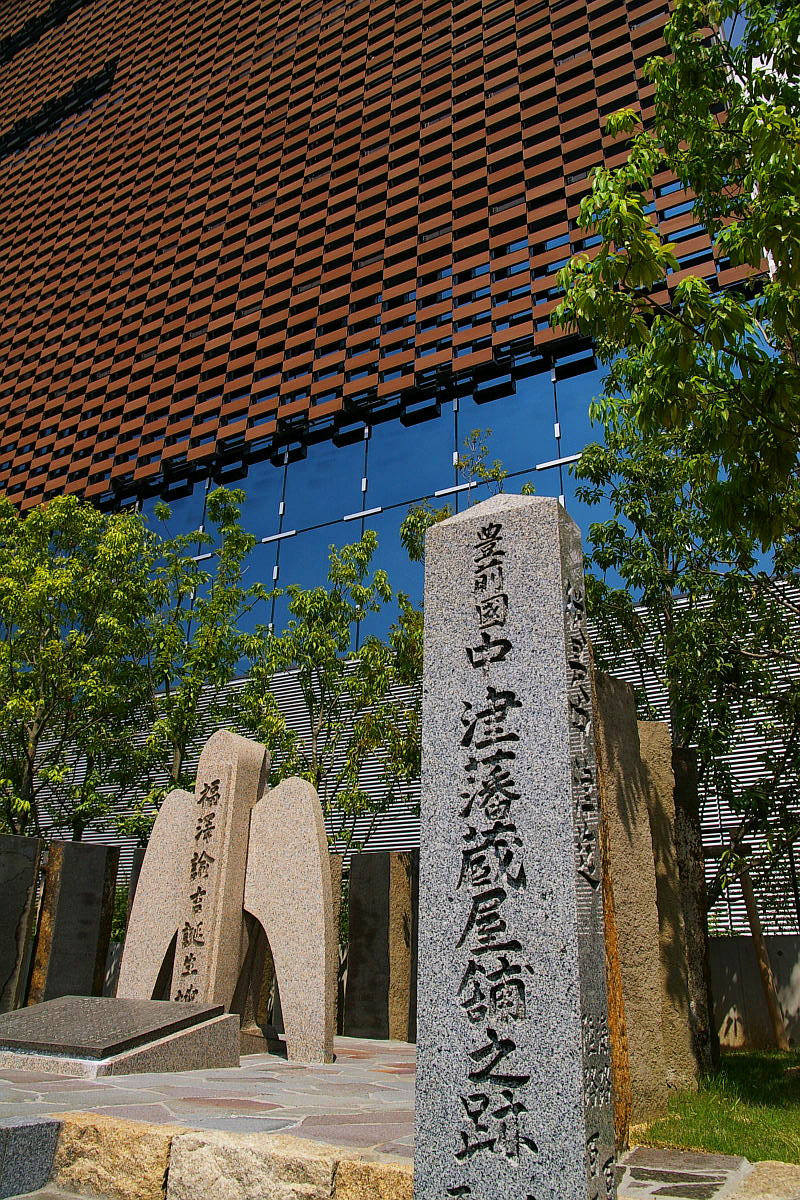
中津藩蔵屋敷跡
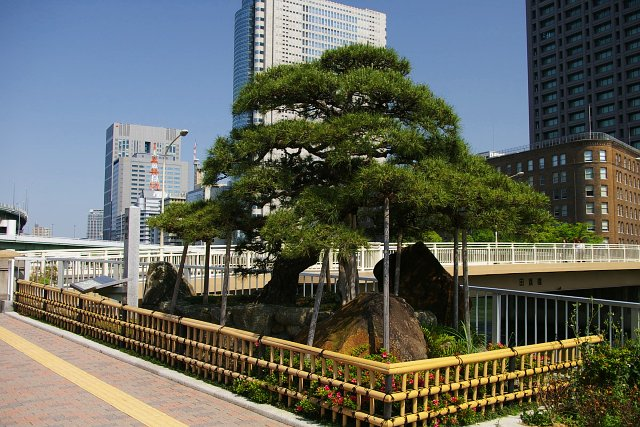
蛸の松 合同庁舎前
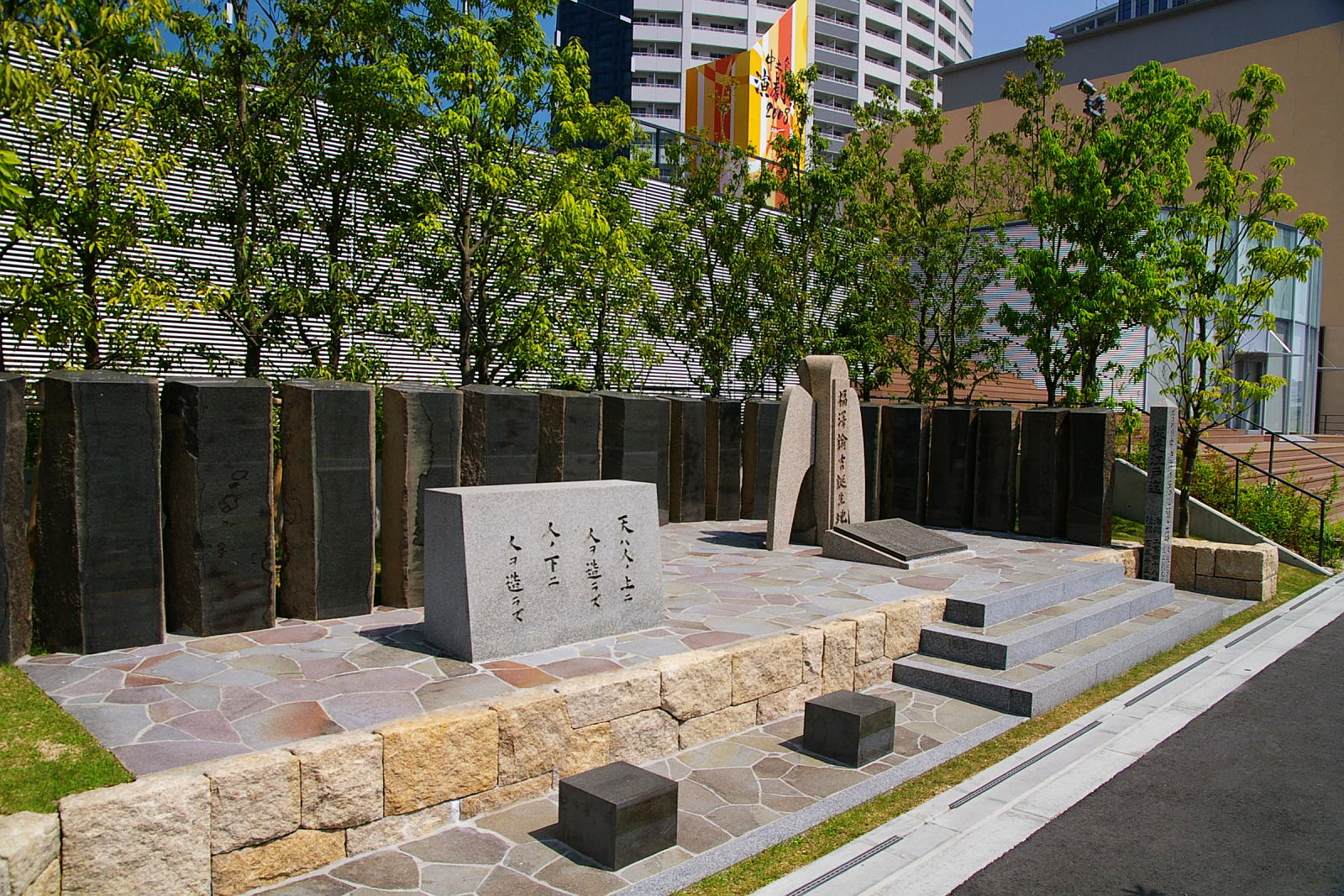
福澤諭吉誕生地

## 交通
- 京阪中之島線中之島駅 徒歩3-5分
- 阪神本線福島駅 徒歩5-10分
- JR西日本東西線 新福島駅 徒歩5-10分
- JR西日本大阪環状線 福島駅 徒歩10分
- 大阪市高速電気軌道 (Osaka Metro) 四つ橋線西梅田駅 または肥後橋駅 徒歩15分
- JR西日本大阪駅 徒歩20分
- 大阪シティバス（旧：大阪市営バス）53,75号系統「玉江橋」、55,56号系統「浄正橋」徒歩3-5分